# Николай (Юхош)
Николай (англ. Nicholas, при рождении Николае Юхош, рум. Nicolae Iuhoş; род. 9 февраля 1952, Шилиндру, Бихор) — епископ неканонической «Истинно Православной Церкви в Америке» в составе «Автономной Митрополии Православных Христиан Старого Календаря в Италии».
Ранее в сане протоиерея состоял в клире Румынской православной церкви, в сане игумена — Русской православной церкви заграницей и в сане архимандрита — в Православной церкви в Америке. В 2009 году ушёл в раскол, после чего сменил несколько неканонических юрисдикций.

## Биография

### В Румынской православной церкви
Окончил духовную семинарию в румынской части Баната, а в 1981 году — богословский факультет Университета имени Лучиана Блага в Сибиу.
6 сентября 1973 года епископом Орадским Василием (Команом) был рукоположён в сан диакона, а 13 сентября — в сан пресвитера. За одиннадцать лет своего священнического служения в городе Орадя построил храм и за церковную деятельность был арестован властями.
В 1982 году был возведён в сан протоиерея.
В 1984 году во время паломничества в Иерусалим отказался возвращаться на родину и остался на Западе.

### В Русской Зарубежной Церкви
Перейдя в клир Русской православной церкви заграницей, служил в приходах Германской епархии.
С 1986 года служил вторым священником церкви Успения Пресвятой Богородицы в городе Данденонг (штат Виктория, Австралия) (Австралийско-Новозеландская епархия) для окормлением верующих, говорящих на румынском языке.
С 19 января 1991 года назначен настоятелем Свято-Петропавловского прихода в городе Перте, в Австралии.
17 сентября 1991 года епископом Ирийским Даниилом (Александровым) был пострижен в монашество. В том же году возведён в сан игумена.
3 марта 1992 года он уехал в США по вызову митрополита Виталия (Устинова), а
17 марта 1992 года решением Архиерейского Синода РПЦЗ был назначен временным исполняющим обязанности начальника Русской Духовной Миссии в Иерусалиме и 11 мая прибыл в Иерусалим.
4 мая 1993 года на Архиерейском Соборе Русской Православной Церкви Заграницей была предложена его кандидатура на епископство. Архиепископ Марк (Арндт) и Архиепископ Лавр (Шкурла) высказали «свои соображения относительно Игумена Николая» и сочли, что «не нужно торопиться». 10 мая на том же соборе архиепископ Марк со слов монахини Моисеи из Гефсимании рассказал, что начальник Миссии игумен Николай «установил брать от посетителей Гефсиманской обители по 10 шекелей с человека. У него все направление на денежные вопросы, на материальную сторону жизни».

### В Православной церкви в Америке
В ноябре 1993 года перешёл в юрисдикцию Православной церкви в Америке. где был возведён в сан архимандрита.
C 1999 года служил настоятелем церкви Святого Иоанна Крестителя в городе Пассейик (штат Нью-Джерси).
Решением Священного Синода от 19—22 марта 2001 года назначен настоятелем церкви св. Екатерины на Всполье (подворье Православной церкви в Америке) и Представителем Митрополита всея Америки и Канады при Патриархе Московском и всея Руси со вступлением в должность 1 июня 2001 года.
В 2002 году оставил должность по состоянию здоровья и переехал в США, проживал в городе Пассейик (штат Нью-Джерси), будучи приписанным к монастырю святого Тихона Задонского.
Не позднее 2003 года назначен настоятелем Церкви святого Василия в городе Уотервлит (штат Нью-Йорк).
17—22 июля 2005 года был делегатом 14-го всеамериканского собора.
С 1 сентября 2005 года освобождён от настоятельства в Церкви святого Василия и назначен настоятелем Свято-Троицкой церкви в городе Ниагара-Фолс (штат Нью-Йорк).
С 26 сентября 2005 года освобождён от должности заместителя управляющего делами (канцлера) упразднённой Епархии Нью-Йорка и Нью-Джерси, а также с должности настоятеля Свято-Троицкой церкви в Ниагара-Фоллс и назначен в клир основанного им на базе Свято-Троицкой церкви Монастыря Святого Креста. 10 ноября назначен настоятелем основанного им Монастыря Святого Креста в городе Ниагара-Фолс.
30 сентября 2008 года был запрещён в священнослужении и освобождён от всех обязанностей.

### Деятель неканонического православия
В 2009 году перешёл в юрисдикцию неканонической Святой православной церкви Северной Америки.
2 февраля 2010 года митрополитом Дамаскином (Балабановым) принят в сане иеромонаха в возглавляемую им неканоническую Российскую православную церковь.
Согласно решению Архиерейского Собора Российской православной церкви, прошедшего 29 марта — 1 апреля 2010 года, иеромонах Николай (Юхош) был назначен управляющим «Североамериканским викариатством Московской и Центрально-Российской епархии», границы которого были определены в переделах США и Канады, «с временным окормлением Южноамериканской паствы РосПЦ»; тогда же был определён быть епископом с титулом Цинциннатский.
12 июня 2010 года в Запорожском Свято-Успенском храме была совершена его хиротония во епископа Цинциннатского, викария Московской и Центрально-Российской епархии. Хиротонию совершили: Первоиерарх РосПЦ, митрополит Московский и Всероссийский Дамаскин (Балабанов), архиепископ Запорожский и Малороссийский Иоанн (Зиновьев), Экзарх Всея Украины и епископ Кишинёвский и Молдовских земель Андриан (Замлинский).
17 ноября 2010 года решением Священного Синода Православной церкви в Америке был лишён сана, его имя было исключено из клира ПЦА.
В мае 2011 года подал прошение о переходе в неканоническую «Истинно-Православную Церковь», возглавляемую Рафаилом (Прокопьевым), однако окончательное рассмотрение его дела было отложено. Причины своего ухода в письме к Дамаскину объяснил так: «К сожалению, вы являетесь настоящим алкоголиком. И я советую вам из глубины души — перестаньте пьянствоватъ ради вашего спасения и чтобы не искушать честных людей. Очень тяжело мне было переносить, когда вы и Владыка Иоанн выпили 4 бутылки подряд. <…> И также вы не умеете служить. Это невозможно переносить. Вы не умеете управлять. И я не хочу быть в такой юрисдикции, где хулиганский запах».
18 июня 2011 года Архиерейский Синод Российской православной церкви, возглавляемой Дамаскином (Балабановым), лишил епископа Николая сана, а «Американское викариатство» в прежних границах оставил «под окормлением митрополита Дамаскина».
26 апреля 2012 года принят в неканоническую «Истинно-Православную Церковь — Московская Митрополия» с титулом Синсиннатский. 22 мая 2012 года на соборе ИПЦ-ММ епархия епископа Николая вошла в состав образованной Северо-Американской Митрополии, а сам иерарх назначен Секретарём и постоянным членом Архиерейского Синода.
14 октября 2013 года присоединился к неканонической Автономной Митрополии Православных Христиан Старого Календаря в Италии, возглавляемой румыном Онуфрием (Попом), в которой тут же получил Томос об автономии собственной «Истинно Православной Церкви в Америке», став её митрополитом.
Проживает в городе Ниагара-Фолс, где окормляет приход Святой Троицы (храм построен в 1951 году).